# Màrius Busquets i Jordà
Màrius Busquets i Jordà (Vilobí d'Onyar, 3 de març de 1935) és un capellà català, bisbe emèrit de Chuquibamba (Perú) més de catorze anys. Va estudiar al seminari de Girona i va ser professor quatre anys al col·legi del Collell, on va conèixer el bisbe d'Abancay, Enric Pèlach i Feliu. L'octubre del 1963, amb vint-i-vuit anys, Busquets va marxar al Perú, on seria nomenat bisbe del prelat de Chuquibamba el març del 2001. El 2002 va posar en marxa un seminari menor al seu bisbat. Després d'uns catorze anys i mig com a bisbe-prelat de Chuquibamba, l'11 de maig de 2015 va presentar al papa Francesc la seva renúncia per motius d'edat, en complir setanta-cinc anys. Va ser succeït per Jorge Enrique Izaguirre Rafael.